# Pull Harder on the Strings of Your Martyr
Pull Harder on the Strings of your Martyr è un singolo del gruppo musicale statunitense Trivium, estratto dal loro secondo album Ascendancy.
Tema centrale del brano è l'assassinio di un dittatore commesso da un martire.

## Formazione
- Matt Heafy – voce, chitarra
- Corey Beaulieu – chitarra, cori
- Paolo Gregoletto – basso, cori
- Travis Smith – batteria